# Cyprinodon riverendi
Cyprinodon riverendi és una espècie de peix de la família dels ciprinodòntids i de l'ordre dels ciprinodontiformes.

## Morfologia
Els mascles poden assolir els 7 cm de longitud total.

## Distribució geogràfica
Es troba a Florida, Cuba, Jamaica i les Illes Caiman.